# Black Revolutionary Assault Team
El Black Revolutionary Assault Team (BRAT) fue un grupo pequeño terrorista que llevaron a cabo varios atentados en la Ciudad de Nueva York durante en 1971.

## Historia y Actividades
El grupo primero emergido después de un ataque en la oficina consular sudafricana el 12 de abril de 1971, a las 11 a. m., mismo que dejó una pared destruida. El BRAT llamó la Associated Press y tomó crédito para el ataque que lo reclama protestando por las políticas relacionadas al apartheid.
En julio de ese mismo año se encontró otro artefacto explosivo fuera de la embajada sudafricana fue descubierta por la policía y fue desactivada. El cónsul de la misión Owen Boysen expreso "Hay personas opuestas a mis políticas gubernamentales, pero un grupo civilizado no haría cosas como estas".
El BRAT llevó a cabo su  segundo y final atentado que tuvo lugar el 20 de septiembre de 1971, cuándo dos bombas colocadas en las Misiones de ONU de República del Congo (Kinshasa) y la República de Malaui. La bomba de la misión diplomática del Congo estuvo colocada en la parte superior de una escalera afuera de la puerta de la segunda oficina de piso de la misión. A las 11:33 a. m. la fuerza de la explosión derribo una puerta de cristal arrojando cristales a un grupo de transeúntes, hiriendo a tres de ellos, siendo afectada Jodie Della Femina la hija de tres años de Jerry Della Femina, dejándole heridas en párpados, mejillas, labios y en la barbilla, necesitando una cirugía de dos horas de duración y de 75 a 100 puntadas. Michael y su madre Bárbara tuvieron heridas leves.

Poco después de las explosiones United Press International recibió un mensaje telefónico:
El Black Revolutionary Assault Team ha bombardeado la misión de Congo. Lo bombardeamos en rechazo a permitir que nuestros luchadores por la libertad cruzaran su país para llegar a Angola
La llamada también dijo que el grupo había plantado una bomba en la misión de Malaui a cuatro cuadras del sitio de Congo. La misión malawiana tuvo que ser evacuada y la policía pudo encontrarla y desactivar una bomba de tubo de baja intensidad que media 15 pulgadas (38cm ).
Minutos antes de la explosión en la embajada congolesa, Larry Pearson (una de las cabecillas del grupo), y un estudiante negro de Louis Brandeis High School de dieciocho años se precipitó en un taxi operado por Marvin Ellias. Ellias notó que el joven estaba nervioso y "actuando sospechosamente", y luego escuchó la explosión. El taxista alertó a su despachador a través de la radio de su auto y luego condujo hasta que encontró a un policía de tránsito que arrestó a Pearson. Después de más de cinco horas de interrogatorio, Pearson fue acusado de incendio provocado, Posesión de armas posesión de una bomba y un arma cargada y otros actos criminales, quedando en libertad bajo fianza de $ 50,000 dólares.